# 白雲 (香港藝人)
白雲（英語：Snowy Bai Yun，1988年1月1日—），本名白雲鳯， 為滿族（或稱女真）民族，香港女藝人，前無綫電視基本藝人合約女藝員，天津出生，17歲香港定居。曾在綜藝節目《五覺大戰》中擔任神獸天使「講唔猿」，之後參與不少電視劇如《鐵探》 、《不懂撒嬌的女人》。
2020年1月離開TVB，結束與無綫電視8年之賓主關係。

## 作品

### 電視劇
- 2012-2013 愛·回家 (第一輯)
- 2013 老表，你好嘢！
- 2013 戀愛季節
- 2013 仁心解碼II
- 2013 神探高倫布
- 2013 情越海岸線
- 2013 好心作怪
- 2013 神鎗狙擊
- 2013 情逆三世緣
- 2014 新抱喜相逢
- 2014 我們的天空
- 2014 使徒行者
- 2014 八卦神探
- 2016 EU超時任務
- 2016 一屋老友記
- 2016 來自喵喵星的妳
- 2017 愛·回家之開心速遞
- 2017 與諜同謀
- 2017 全職沒女
- 2017 不懂撒嬌的女人
- 2017 使徒行者2
- 2017 雜警奇兵
- 2017 誇世代
- 2018 宮心計2深宮計
- 2018 BB來了
- 2018 特技人
- 2018 跳躍生命線
- 2018 是咁的，法官閣下
- 2018 兄弟
- 2018 救妻同學會
- 2019 鐵探
- 2019 十二傳說
- 2019 她她她的少女時代
- 2019 金宵大廈
- 2019 街坊財爺
- 2019 丫鬟大聯盟
- 2020 機場特警
- 2020 迷網
- 2020 C9特工
- 2020 木棘証人
- 2020 使徒行者3
- 2021 愛美麗狂想曲
- 2021 逆天奇案

### 電視節目
- 2011 變身男女Chok Chok Chok
- 2012 五覺大戰
- 2013 反斗紅星放暑假
- 2017 兄弟幫
- 2019 3日2夜
- 2022 藥膳玄機（香港開電視）

## 外部連結
- 白雲Snowy （页面存档备份，存于）
- 白雲的Facebook專頁
- 白雲的Instagram帳戶
- 白雲的新浪微博